# Березовецькі Виселки
Березовецькі Виселки (рос. Березовецкие Выселки) — хутір в Понировському районі Курської області Російської Федерації.
Населення становить 50 осіб. Входить до складу муніципального утворення Первомайська сільрада.

## Історія
Населений пункт розташований на території українського етнічного та культурного краю Східна Слобожанщина.
Від 2004 року входить до складу муніципального утворення Первомайська сільрада.

## Населення
| 2010 |
| ---- |
| 50   |